# Chamaedorea brachypoda
Chamaedorea brachypoda är en enhjärtbladig växtart som beskrevs av Paul Carpenter Standley och Julian Alfred Steyermark. Chamaedorea brachypoda ingår i släktet Chamaedorea och familjen Arecaceae. Inga underarter finns listade i Catalogue of Life.